# Diana Vaisman
Diana Vaisman (en hébreu : דיאנה ויסמן), née le 23 juillet 1998 à Minsk (Biélorussie), est une athlète israélienne, spécialiste du sprint.

## Carrière
Diana Vaisman remporte la médaille de bronze par équipes des Jeux européens de 2015 à Bakou.
Elle est médaillée d'argent du 100 mètres aux Championnats des Balkans d'athlétisme 2016 à Pitești et médaillée de bronze de la même discipline aux Championnats des Balkans d'athlétisme en salle 2018 à Istanbul.
Le 4 juillet 2018, elle bat en 11 s 38 le record national du 100 mètres, qui était détenu depuis 1972 par Esther Rot.
Le 24 juillet 2019, elle améliore son record à 11 s 27 (+ 1,5 m/s) lors des championnats nationaux. Le 2 septembre, elle remporte à Pravetz la médaille d'argent des championnats des Balkans et porte son record personnel et national à 11 s 25 (+ 1,2 m/s), à deux centièmes de la vainqueure Ivet Lalova-Collio.
En 2022 elle remporte le 100 mètres des championnats d'Israël, après avoir réalisé 11 s 22 en séries.
Au meeting Résisprint de La Chaux-de-Fonds, elle bat en 11 s 06 son record national, en prenant le meilleur sur la Néerlandaise Dafne Schippers.
Elle est championne d'Israël du 100 mètres en 2017, 2018, 2019, 2021 et 2022, du 200 mètres en 2014, 2017 et 2018.

## Palmarès
| Date | Compétition                       | Lieu     | Résultat | Épreuve   | Temps   |
| ---- | --------------------------------- | -------- | -------- | --------- | ------- |
| 2019 | Championnats d'Europe espoirs     | Gävle    | 4e       | 100 m     | 11 s 48 |
| 2019 | Championnats d'Europe par équipes | Varazdin | 3e       | 100 m     | 11 s 64 |
| 2019 | Championnats des Balkans          | Pravetz  | 2e       | 100 m     | 11 s 25 |
| 2019 | Championnats des Balkans          | Pravetz  | 1re      | 4 x 100 m | 45 s 00 |

## Records
| Épreuve | Épreuve   | Temps        | Lieu              | Date           |
| ------- | --------- | ------------ | ----------------- | -------------- |
| 60 m    | En salle  | 7 s 20 (NR)  | Belgrade          | 18 mars 2022   |
| 100 m   | Plein air | 11 s 06 (NR) | La Chaux-de-Fonds | 3 juillet 2022 |